# Daniel Reimann
Daniel Reimann (* 8. April 1974 in Werneck) ist ein deutscher Romanist und Hochschullehrer; er ist Lehrstuhlinhaber für Fachdidaktik der romanischen Sprachen und Literaturen an der Humboldt-Universität zu Berlin.

## Leben
Nach dem Abitur 1993 am Celtis-Gymnasium Schweinfurt studierte er von 1993 bis 1998 Erziehungswissenschaften, Klassische Philologie und Romanistik an den Universitäten Würzburg, Straßburg und Padua. Nach dem Promotionsstudium (2001–2004) in einem DFG-Graduiertenkolleg an der Universität Tübingen und der Promotion zum Dr. phil. an der Universität Kassel war er von 2004 bis 2006 Studienreferendar in Würzburg, Tegernsee und Fürstenfeldbruck. Nach der Habilitation 2012 (Venia legendi für das Fachgebiet Romanische Philologie mit Schwerpunkt Didaktik der romanischen Sprachen und Literaturen) an der Universität Würzburg war er von 2013 bis 2014 Universitätsprofessor für Fachdidaktik der romanischen Sprachen (Französisch, Spanisch, Italienisch) an der Universität Regensburg. Von 2014 bis 2022 war er Universitätsprofessor für Fachdidaktik der romanischen Schulsprachen (Französisch, Spanisch) an der Universität Duisburg-Essen. Seit 2022 ist er Universitätsprofessor für Fachdidaktik der romanischen Sprachen und Literaturen (Französisch, Italienisch, Spanisch) an der Humboldt-Universität zu Berlin.

## Schriften (Auswahl)
- Osservare il silenzio. Poetik der Archäologie und Minimalismus in der italienischen Erzählliteratur der achtziger und neunziger Jahre. Heidelberg 2005, ISBN 3-8253-5062-2.
- Italienischunterricht im 21. Jahrhundert. Aspekte der Fachdidaktik Italienisch. Stuttgart 2009, ISBN 978-3-89821-942-6.
- Transkulturelle kommunikative Kompetenz in den romanischen Sprachen. Theorie und Praxis des neokommunikativen und kulturell bildenden Französisch-, Spanisch-, Italienisch- und Portugiesischunterrichts. Stuttgart 2014, ISBN 978-3-8382-0362-1.
- mit Christine Michler: Fachdidaktik Italienisch. Eine Einführung. Tübingen 2019, ISBN 978-3-8233-6939-4.